# John Rae (Musiker)

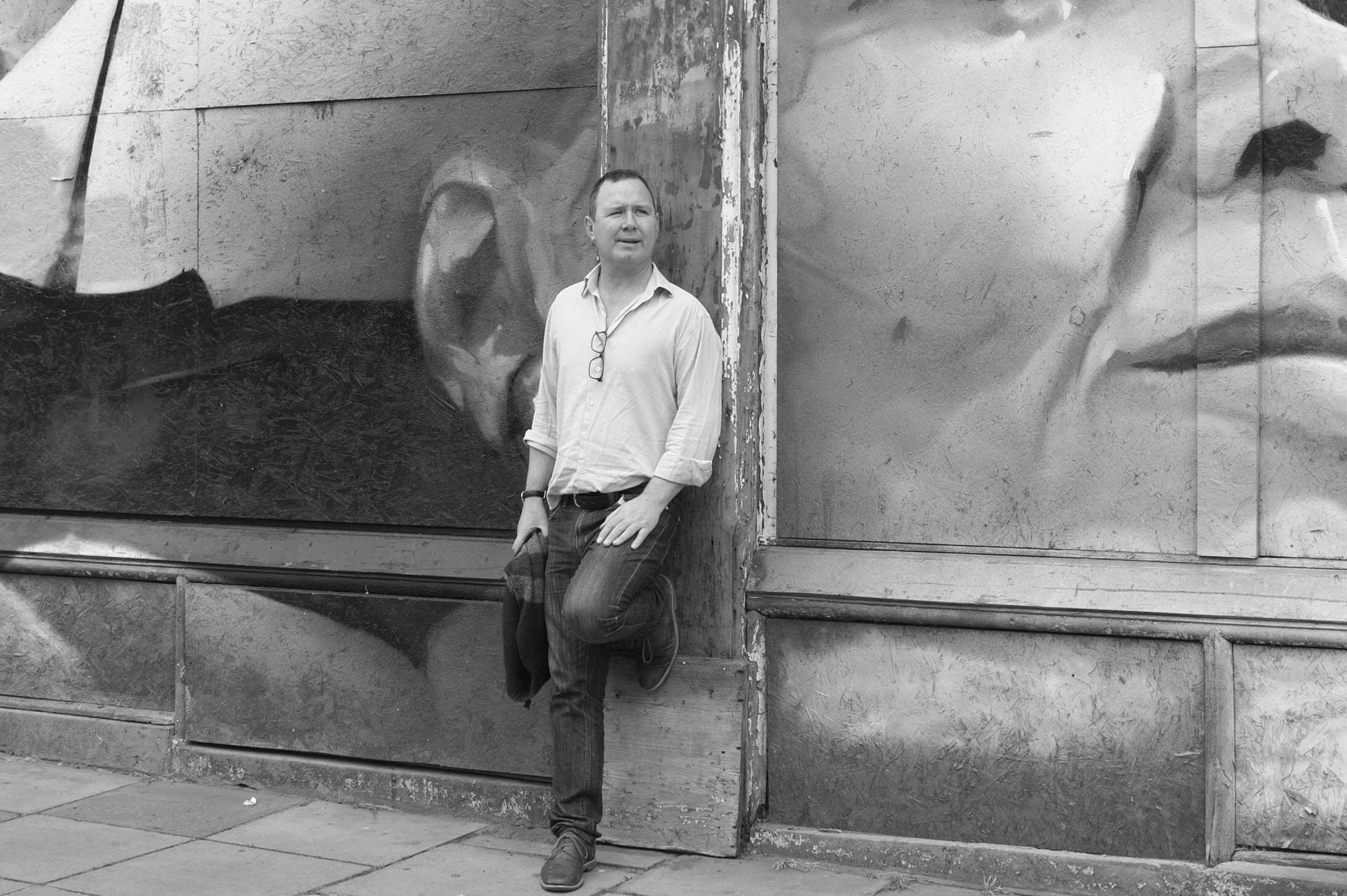
John Rae (2013)

John Rae (* 8. Juni 1966 in Edinburgh) ist ein neuseeländischer (bis 2016 britischer) Jazzmusiker (Schlagzeug, Komposition) und Musikpädagoge.

## Leben und Wirken
Rae wuchs in einer schottischen Musikerfamilie auf. Sein Vater ist der Bassist Ronnie Rae, seine fünf Geschwister sind allesamt Berufsmusiker. Er begann schon als Kind Schlagzeug zu spielen und war bereits als Jugendlicher professionell tätig. Im Alter von 16 Jahren gehörte er zur Band des Saxophonisten Tommy Smith, mit dem das Album Giant Strides (1983) entstand. Dann arbeitete er in von Johnny Keating geleiteten Bands. Von 2000 bis 2003 war er Schlagzeuger des Scottish National Jazz Orchestra. 2005 wurde er beim Edinburgh Fringe Festival mit dem „Herald Angel“ ausgezeichnet.
Rae war außerdem Gründungsmitglied des Scottish Composers Jazz Ensemble und gründete und leitete Ende der 90er Jahre die Power of Scotland Big Band sowie das Quintett Celtic Feet, das aus Phil Bancroft, Brian Kellock, dem Bassisten Mario Caribé, dem Konzertinaspieler Simon Thoumire und der Geigerin Eilidh Shaw bestand und Ausflüge in die schottische Folkmusik unternahm.
2004 gründete Rae das 35-köpfige Ensemble „Big Feet“, die Zusammenführung einer Bigband mit einer traditionellen schottischen Dudelsackkapelle, für die er ein abendfüllendes Konzertprogramm komponierte. „Big Feet“ wurde auf der schottischen Insel Islay mit der Isle of Islay Pipe Band uraufgeführt und gastierte anschließend in den Konzertsälen von Glasgow und Edinburgh. Er komponierte und leitete die Musik für das Tanzstück „Off Kilter“, das 2010 im Edinburgh Festival Theatre aufgeführt wurde und schottischen Volkstanz mit modernem Tanz, Hip-Hop und traditionellem indischen Tanz verband.
Rae zog 2008 für ein Jahr nach Neuseeland und entschied sich, dort zu bleiben. 2009/10 war er der erste Composer-in-Residence aus dem Jazzgenre an der Victoria University of Wellington. In Wellington leitete Rae die Jazzband The Troubles, mit der 2012 ein gleichnamiges Album entstand. 2014 tourte er mit dieser Band im Rahmen der Chamber Music NZ Encompass-Reihe durch Neuseeland und präsentierte sie 2014 und 2015 auf dem Edinburgh International Jazz Festival.
Mit eigenen Gruppen wie seinem Quintett, dem John Rae Collective und Celtic Feet, nahm Rae Alben wie The Big If Smiles Again, Celtic Feet, Beware the Feet, Magic Feet und Miraculous Meetings auf. Weiterhin war er Mitglied bei Giant Stepping Stones und The Afro-Celtic Jazz Ensemble und trat mit Barney Kessel, Martin Taylor, Spike Robinson, Maria Schneider, Kenny Wheeler, Lee Konitz, Tom Bancroft, Colin Steele, Mike Nock, Ethan Iverson, Vijay Iyer und anderen auf. Er ist an mehr als 70 Alben beteiligt.
2018 wurde Raes Auftragskomposition „Where the Wild Clematis Grows“ bei den Gedenkfeiern zum Ersten Weltkrieg bei den Jazzfestivals in Edinburgh und Auckland aufgeführt. Weiterhin komponierte er „North to the Apricots“ (2016) für das New Zealand Symphony Orchestra/Wellington Jazz Orchestra und „Happy“ für das Royal New Zealand Air Force Concert Orchestra.
Außerdem unterrichtet Rae seit vielen Jahren und leitete zahlreiche Workshops und Seminare. Mittlerweile lehrt er an der New Zealand School of Music.

## Diskographische Hinweise
- John Rae’s Celtic Feet: John Rae’s Celtic Feet (Caber 1999)
- John Rae’s Celtic Feet: Beware the Feet (Caber 2001, mit Phil Bancroft, Eilidh Shaw, Brian Kellock, Simon Thoumire, Kevin MacKenzie, Mario Caribe, Guy Nicolson)
- Paul Dyne, Al Campbell, John Rae: Storm in a Tea Cup (Rattle Records 2011)
- Colin Hemmingsen, Nick Tipping, John Rae, The New Zealand String Quartet: Mike Nock Transformations (Ode Records 2011)
- John Rae Trio: Where The Wild Clematis Grow (Thick Records 2020, mit Brian Kellock, Patrick Bleakley)[3]
- John Rae & Ben Wilcock: Splendid Isolation (Thick Records 2024, mit Patrick Bleakley, Kevin Murray, Jabin Ward, Daniel Yeabsley)[4]